# Boston-Marathon 1973
Der Boston-Marathon 1973 war die 77. Ausgabe der jährlich stattfindenden Laufveranstaltung in Boston, Vereinigte Staaten. Der Marathon fand am 16. April 1973 statt.
Bei den Männern gewann Jon Anderson in 2:16:03 h und bei den Frauen Jacqueline Hansen in 3:05:59 h.

## Ergebnisse

### Männer
| Platz | Athlet            | Land                   | Zeit (h) |
| ----- | ----------------- | ---------------------- | -------- |
| 01    | Jon Anderson      | Vereinigte Staaten     | 2:16:03  |
| 02    | Tom Fleming       | Vereinigte Staaten     | 2:17:03  |
| 03    | Olavi Suomalainen | Finnland               | 2:18:21  |
| 04    | Bernie Plain      | Vereinigtes Königreich | 2:21:10  |
| 05    | Jeff Galloway     | Vereinigte Staaten     | 2:21:27  |
| 06    | Dennis Spencer    | Vereinigte Staaten     | 2:22:31  |
| 07    | Robert Moore      | Kanada                 | 2:23:57  |
| 08    | Paavo Leiviskä    | Finnland               | 2:23:57  |
| 09    | John Vitale       | Vereinigte Staaten     | 2:24:06  |
| 10    | Ron Daws          | Vereinigte Staaten     | 2:24:09  |

### Frauen
| Platz | Athletin           | Land               | Zeit (h) |
| ----- | ------------------ | ------------------ | -------- |
| 01    | Jacqueline Hansen  | Vereinigte Staaten | 3:05:59  |
| 02    | Nina Kuscsik       | Vereinigte Staaten | 3:06:29  |
| 03    | Jennifer Taylor    | Vereinigte Staaten | 3:16:30  |
| 04    | Kathrine Switzer   | Vereinigte Staaten | 3:20:30  |
| 05    | Sara Mae Berman    | Vereinigte Staaten | 3:30:05  |
| 06    | Gerda Reinke       | BR Deutschland     | 3:30:20  |
| 07    | Sigrid Hadon       | Vereinigte Staaten | 3:30:40  |
| 08    | Merry Cushing      | Vereinigte Staaten | 3:36:06  |
| 09    | Valerie Rogosheske | Vereinigte Staaten | 3:51:12  |
| 10    | Diane Fournier     | Vereinigte Staaten | 4:13:28  |